# (961) Gunnie
(961) Gunnie es un asteroide perteneciente al cinturón de asteroides descubierto el 10 de octubre de 1921 por Karl Wilhelm Reinmuth desde el observatorio de Heidelberg-Königstuhl, Alemania.
Está nombrado en honor de una hija del astrónomo sueco Bror Asplind.